# Silvia Corzo
Silvia Milena Corzo Pinto (Bucaramanga, 30 de octubre de 1973) es una abogada, periodista, empresaria, conferencista y presentadora colombiana. 
Hija de Mario Corzo e Irene Pinto,. Realizó estudios de Derecho en la Universidad Autónoma de Bucaramanga.

## Carrera en los medios
Luego de culminar sus estudios universitarios, presentó un programa sobre derechos humanos en la estación de radio de la Universidad Industrial de Santander, mientras laboraba en la oficina de la Defensoría del Pueblo en Bucaramanga. En 1997, le ofrecieron presentar un programa televisivo de temática similar en el entonces recién surgido canal regional TRO.
Después de contraer matrimonio con el también abogado Hernando Toro, se trasladó a Cali, donde trabajó en la Contraloría de esa ciudad, verificando el estado de las obras públicas realizadas allí. Al mismo tiempo, los fines de semana presentaba el Noticiero del Pacífico, del canal regional Telepacífico.
Un nuevo traslado de su marido la llevó a Bogotá, donde inició su labor como presentadora de la emisión de las 7 de la mañana en Caracol Noticias (hoy Noticias Caracol) el 16 de diciembre de 2002. En los años siguientes, Silvia fue rotando por todos los horarios, y luego se estableció de manera regular en la edición matinal y la del mediodía, pero se retiró transitoriamente del noticiero el 4 de febrero de 2008. El 12 de marzo, regresó para presentar la emisión de las diez de la noche, en la que permaneció hasta el 26 de octubre de 2009. El mes siguiente, gracias a un acuerdo que evitó su renuncia al canal, pasó a presentar la emisión de las 12:30 del día, de lunes a viernes. El 14 de marzo de 2011, fue asignada nuevamente a Noticias Caracol de la mañana, ahora de 6:30 a 8:15, en donde estuvo hasta el día de su retiro definitivo del Canal Caracol, el 28 de abril de 2011.
A comienzos de 2006, presentó el noticiero El Mundo Hoy, en compañía de Isaac Nessim, informativo producido por Caracol Televisión para su canal aliado WGEN-TV de Key West en los Estados Unidos. Silvia estuvo además a cargo entre 2007 y 2011, junto con Manuel Teodoro, de la conducción del periodístico Séptimo día, y de 2009 a 2011, de la sección de consultas jurídicas llamada En todo su derecho, transmitida en Noticias Caracol del fin de semana. Cuando estuvo en la emisión matutina, presentaba la sección de El Clima, y tras la salida de D'Arcy Quinn, asumió el Código Caracol, sección de la emisión central de la noche, especializada en noticias breves de política. Durante algunos días, en marzo de 2010, sustituyó a Jorge Alfredo Vargas en la presentación de El radar, Paralelamente a su trabajo frente a las cámaras, fue asesora legal del Canal Caracol.
El 15 de marzo de 2011 hizo oficial a través de su cuenta de Twitter, y horas más tarde en una entrevista concedida a la emisora W Radio, la confirmación del rumor según el cual había sido contratada como presentadora para reemplazar a María Cristina Uribe en Noticias Uno a partir de junio, cuando Uribe se radicaría en Estados Unidos, porque su esposo Daniel Coronell fue nombrado vicepresidente de noticias de Univisión. El 4 de junio de 2011 debutó en la presentación de Noticias Uno. A partir del 18 de febrero de 2013, se hizo cargo de la dirección y presentación del programa de debate Veredicto. El 31 de octubre de 2014, Julio Sánchez Cristo de W Radio Colombia reveló que Corzo finalmente había llegado a un acuerdo con el Canal RCN para vincularse a este medio como parte del nuevo programa periodístico Cuatro Caminos, que en sus primeras emisiones, estuvo enfrentado a Séptimo día, del Canal Caracol. El 10 de agosto de 2015, debutó como presentadora en la edición estelar de Noticias RCN, y luego de la renuncia de Vicky Dávila, el 25 de agosto Silvia quedó ratificada como titular de la presentación de dicho espacio. El 30 de abril de 2016, se dio a conocer la información de que había renunciado de manera irrevocable.
Durante la segunda mitad de 2016, ejerció como profesora en la Universidad Sergio Arboleda. En entrevistas concedidas a Blu Radio y el programa La Red, Silvia explicó los motivos que tuvo para dejar la presentación de noticias y que rechazó varias ofertas para volver, añadiendo que no pensaba regresar a la televisión. En diálogo con la revista Carrusel, puntualizó que de la única forma en que ella presentaría nuevamente un informativo en televisión sería si este estuviera dedicado a contar solamente buenas noticias.
El 17 de enero de 2017 entró en funcionamiento su página oficial de internet, y el 1 de febrero contó a sus seguidores en Instagram y Twitter que tendría un programa en W Radio, que en ese entonces no se emitió. En julio de 2017 apareció en la campaña promocional de la nueva programación del Canal 1, y el 11 de agosto se hizo oficial su debut a partir del 14 del mismo mes en el programa matinal Primera hora. El 31 de agosto de 2018 se retiró del canal aduciendo motivos personales, tal como lo confirmó unos días después a través de sus redes sociales. Casi un año después, el 11 de junio de 2019, RCN informó sobre su ingreso al programa matinal El desayuno, en una sección de consejos para la vida cotidiana. Luego de la cancelación de dicho programa, Silvia continuó en el espacio que lo reemplazó, llamado Nuestra Casa. El 18 de septiembre de 2019, inició su participación en "Conversaciones W", en W Radio, los miércoles a las 10 p. m.. Entre junio de 2020 y febrero de 2022 presentó el programa "Todo Bajo Control", de la Contraloría General de la República en el Canal Institucional de la televisión pública.

## Premios y reconocimientos
| Año  | Galardón              | Categoría                                                 | Medio                       | Resultado |
| ---- | --------------------- | --------------------------------------------------------- | --------------------------- | --------- |
| 2004 | Premio Inte           | Personaje Femenino del Año en la Presentación de Noticias | Noticias Caracol            | Nominada  |
| 2005 | Premio Canal Caracol  | Mejor Presentadora de Noticias                            | Noticias Caracol            | Ganadora  |
| 2006 | Premio Orquídea       | Mejor Presentadora de Noticias                            | Noticias Caracol            | Ganadora  |
| 2007 | Premio Simón Bolívar  | Mejor Crónica en Televisión (Mención Especial)            | Noticias Caracol            | Ganadora  |
| 2007 | Premio Tag Heuer      | Personalidad Femenina Destacada                           | Noticias Caracol            | Ganadora  |
| 2011 | Premio India Catalina | Mejor Presentadora de Noticias                            | Noticias Uno                | Nominada  |
| 2013 | Premio India Catalina | Mejor Presentadora de Noticias                            | Noticias Uno                | Nominada  |
| 2014 | Premio India Catalina | Mejor Presentadora de Noticias                            | Noticias Uno                | Ganadora  |
| 2016 | Premio TvyNovelas     | Mejor Presentadora de Noticias / Opinión                  | Noticias RCN Cuatro Caminos | Nominada  |
| 2016 | Premio India Catalina | Mejor Presentadora de Noticias                            | Noticias RCN                | Nominada  |

## Vida personal
Silvia Corzo se separó de Hernando Toro a mediados de 2004. Actualmente vive con su hijo, Pablo Toro (n. 2001). Posteriormente, se casó en ceremonia civil con el periodista Andrés Mora, en diciembre de 2006, y de quien se divorció en 2008. Durante algo más de un año, desde comienzos de 2015 hasta mediados de 2016, su pareja fue el fotógrafo Mauricio Vélez. Posteriormente, en abril de 2017, se supo de su relación con el empresario Luis "Tumy" Granados.
Desde 2007 ha tomado parte activa en causas sociales, como la campaña contra el cáncer de seno, a través del denominado "Partido por la vida", en el que participan figuras de la televisión, con el fin de recaudar fondos y generar conciencia sobre la prevención y tratamiento de esta enfermedad. En noviembre de 2012, Silvia participó en una ciclovía, organizada por el Grupo Interagencial de Género del Sistema de Naciones Unidas en Colombia, como parte de la iniciativa global de rechazo a la violencia contra las mujeres.
En 2010 concedió una breve entrevista para la edición Madres Famosas de la revista Playboy Colombia. Durante una entrevista para el telemagazín "Más Mujer" comentó cómo en 2007, contrajo, enfrentó y superó el síndrome de fatiga crónica. Ante una posible recaída, tal como lo señaló en el programa Confesiones, capítulos de vida del canal TV Centro de Telmex, solicitó una licencia de tres meses (aunque Caracol solo aprobó dos), razón por la cual estuvo ausente de las pantallas los meses de noviembre y diciembre de 2010, etapa que también aprovechó para tratar algunas molestias renales.
En julio de 2021 lanzó su primer libro, llamado "El Juego", en el que plantea 77 consejos de corte trascendental y de conexión con el interior de cada persona, y que, según comentó, es el producto de una recopilación de diez años de testimonios propios y de experiencias de terceros.